# Észak-Korea az 1996. évi nyári olimpiai játékokon
Észak-Korea az egyesült államokbeli Atlantában megrendezett 1996. évi nyári olimpiai játékok egyik részt vevő nemzete volt. Az országot az olimpián 9 sportágban 24 sportoló képviselte, akik összesen 5 érmet szereztek.

## Érmesek
| Érem  | Versenyző    | Sportág    | Versenyszám        |
| ----- | ------------ | ---------- | ------------------ |
| Arany | Kim Il       | Birkózás   | Szabadfogás, 48 kg |
| Arany | Kje Szunhi   | Cselgáncs  | Női légsúly        |
| Ezüst | Kim Mjongnam | Súlyemelés | 70 kg              |
| Bronz | I Jongszam   | Birkózás   | Szabadfogás, 57 kg |
| Bronz | Cson Csholho | Súlyemelés | 76 kg              |

## Asztalitenisz
Férfi
| Versenyző                 | Versenyszám | Csoportkör | Csoportkör | Nyolcaddöntő      | Negyeddöntő       | Elődöntő          | Döntő             | Helyezés |
| Versenyző                 | Versenyszám | Ellenfél Eredmény | Hely.      | Ellenfél Eredmény | Ellenfél Eredmény | Ellenfél Eredmény | Ellenfél Eredmény | Helyezés |
| ------------------------- | ----------- | --- | ---------- | ----------------- | ----------------- | ----------------- | ----------------- | -------- |
| I Gunszang                | Egyes       | N csoport · Aleksandar Karakašević (SCG) · 2:1 · Michael Hyatt (JAM) · 2:0 · Ju Namgju (Yu Nam-gyu) (KOR) · 0:2                                                                     | 2.         | kiesett           | kiesett           | kiesett           | kiesett           | 17.      |
| Cshö Gjongszob            | Egyes       | G csoport · Petr Korbel (CZE) · 1:2 · Jean-Philippe Gatien (FRA) · 0:2 · Augusto Morales (CHI) · 2:0                                                                                | 3.         | kiesett           | kiesett           | kiesett           | kiesett           | 33.      |
| Kim Szonghü               | Egyes       | K csoport · Jörgen Persson (SWE) · 0:2 · Hugo Hoyama (BRA) · 0:2 · Dexter St. Louis (TRI) · 2:0                                                                                     | 3.         | kiesett           | kiesett           | kiesett           | kiesett           | 33.      |
| Cshö Gjongszob I Gunszang | Páros       | D csoport · Hongkong (HKG) · Chan Tan Lui · Hai Po Wa · 1:2 · Franciaország (FRA) · Damien Éloi · Jean-Philippe Gatien · 0:2 · Jamaica (JAM) · Michael Hyatt · Stephen Hylton · 2:0 | 3.         |                   | kiesett           | kiesett           | kiesett           | 17.      |

Női
| Versenyző                | Versenyszám | Csoportkör | Csoportkör | Nyolcaddöntő                                           | Negyeddöntő                         | Elődöntő          | Döntő             | Helyezés |
| Versenyző                | Versenyszám | Ellenfél Eredmény | Hely.      | Ellenfél Eredmény                                      | Ellenfél Eredmény                   | Ellenfél Eredmény | Ellenfél Eredmény | Helyezés |
| ------------------------ | ----------- | --- | ---------- | ------------------------------------------------------ | ----------------------------------- | ----------------- | ----------------- | -------- |
| Kim Hjonhi               | Egyes       | I csoport · Funke Oshonaike (NGR) · 2:0 · Jelena Tyimina (RUS) · 2:0 · Jie Schöpp (GER) · 2:0                                                                                       | 1.         | Hai Po Wa (HKG) · 21–16, 22–20, 14–21, 22–20           | Liu Vej (CHN) · 12–21, 20–22, 14–21 | kiesett           | kiesett           | 5.       |
| Tu Dzsongszil            | Egyes       | L csoport · Eliana González (PER) · 2:0 · Åsa Svensson (SWE) · 2:0 · Ju Dzsihje (Yu Ji-Hye) (KOR) · 2:0                                                                             | 1.         | Kojama Csire (JPN) · 12–21, 20–22, 21–16, 21–17, 16–21 | kiesett                             | kiesett           | kiesett           | 9.       |
| Kim Hjangmi              | Egyes       | J csoport · Xu Jing (TPE) · 2:1 · Petra Cada (CAN) · 2:0 · Jing Jun Hong (SIN) · 1:2                                                                                                | 2.         | kiesett                                                | kiesett                             | kiesett           | kiesett           | 17.      |
| Kim Hjonhi Tu Dzsongszil | Páros       | C csoport · Svédország (SWE) · Åsa Svensson · Pernilla Pettersson · 0:2 · Peru (PER) · Eliana González · Milagritos Gorriti · 2:0 · Hongkong (HKG) · Chan Tan Lui · Hai Po Wa · 2:0 | 2.         |                                                        | kiesett                             | kiesett           | kiesett           | 9.       |
| Kim Hjangmi Szon Mi      | Páros       | E csoport · Magyarország (HUN) · Bátorfi Csilla · Tóth Krisztina · 0:2 · Tajvan (TPE) · Chen Chiu-Tan · Csen Csing · 2:1 · Ausztrália (AUS) · Shirley Zhou · Stella Zhou · 2:1      | 3.         |                                                        | kiesett                             | kiesett           | kiesett           | 17.      |

## Atlétika
Férfi
| Versenyző     | Versenyszám | Eredmény | Helyezés |
| ------------- | ----------- | -------- | -------- |
| Kim Dzsungvon | Maraton     | 2:19:54  | 38.      |
| Kim Dzsongszu | Maraton     | 2:20:19  | 40.      |

Női
| Versenyző     | Versenyszám | Eredmény | Helyezés |
| ------------- | ----------- | -------- | -------- |
| Csong Szongok | Maraton     | 2:35:31  | 20.      |
| Kim Cshangok  | Maraton     | 2:36:31  | 26.      |

## Birkózás
Kötöttfogású
| Versenyző     | Versenyszám | 32-es főtábla               | Nyolcaddöntő                   | Negyeddöntő       | Elődöntő          | Vigaszág 2. kör   | Vigaszág 3. kör               | Vigaszág 4. kör                    | Vigaszág 5. kör          | Vigaszág 6. kör            | Bronz- mérkőzés           | Döntő             | Helyezés |
| Versenyző     | Versenyszám | Ellenfél Eredmény           | Ellenfél Eredmény              | Ellenfél Eredmény | Ellenfél Eredmény | Ellenfél Eredmény | Ellenfél Eredmény             | Ellenfél Eredmény                  | Ellenfél Eredmény        | Ellenfél Eredmény          | Ellenfél Eredmény         | Ellenfél Eredmény | Helyezés |
| ------------- | ----------- | --------------------------- | ------------------------------ | ----------------- | ----------------- | ----------------- | ----------------------------- | ---------------------------------- | ------------------------ | -------------------------- | ------------------------- | ----------------- | -------- |
| Kang Jonggjun | 48 kg       | Piotr Jabłoński (POL) · 9–3 | Aljakszandr Pavlav (BLR) · 2–3 |                   |                   |                   | Oleg Kutscherenko (GER) · 3–0 | Joánisz Angakadzanian (GRE) · 10–0 | Kado Hirosi (JPN) · 11–0 | Wilber Sánchez (CUB) · 7–0 | Zafar Gulijev (RUS) · 0–4 |                   | 4.       |

Szabadfogású
| Versenyző  | Versenyszám | 32-es főtábla                  | Nyolcaddöntő                | Negyeddöntő       | Elődöntő                                  | Vigaszág 2. kör             | Vigaszág 3. kör   | Vigaszág 4. kör   | Vigaszág 5. kör   | Vigaszág 6. kör   | Bronz- mérkőzés         | Döntő                       | Helyezés |
| Versenyző  | Versenyszám | Ellenfél Eredmény              | Ellenfél Eredmény           | Ellenfél Eredmény | Ellenfél Eredmény                         | Ellenfél Eredmény           | Ellenfél Eredmény | Ellenfél Eredmény | Ellenfél Eredmény | Ellenfél Eredmény | Ellenfél Eredmény       | Ellenfél Eredmény           | Helyezés |
| ---------- | ----------- | ------------------------------ | --------------------------- | ----------------- | ----------------------------------------- | --------------------------- | ----------------- | ----------------- | ----------------- | ----------------- | ----------------------- | --------------------------- | -------- |
| Kim Il     | 48 kg       | Fariborz Besarati (SWE) · 12–2 | Viktor Jeftenyi (UKR) · 3–0 | erőnyerő          | Csong Szunvon (Jeong Sun-Won) (KOR) · 3–1 |                             |                   |                   |                   |                   |                         | Armen Mkrtcsjan (ARM) · 5–4 |          |
| I Jongszam | 57 kg       | Szerafim Barzakov (BUL) · 5–1  | Harun Doğan (TUR) · 3–0     | erőnyerő          | Kendall Cross (USA) · 2–12                | Mohammad Talaei (IRI) · 4–0 |                   |                   |                   |                   | Harun Doğan (TUR) · 3–0 |                             |          |

## Cselgáncs
Női
| Versenyző  | Versenyszám | Selejtező         | Nyolcaddöntő             | Negyeddöntő                    | Elődöntő                 | Vigaszág első kör | Vigaszág negyeddöntő | Vigaszág elődöntő | Bronz- mérkőzés   | Döntő                   | Helyezés |
| Versenyző  | Versenyszám | Ellenfél Eredmény | Ellenfél Eredmény        | Ellenfél Eredmény              | Ellenfél Eredmény        | Ellenfél Eredmény | Ellenfél Eredmény    | Ellenfél Eredmény | Ellenfél Eredmény | Ellenfél Eredmény       | Helyezés |
| ---------- | ----------- | ----------------- | ------------------------ | ------------------------------ | ------------------------ | ----------------- | -------------------- | ----------------- | ----------------- | ----------------------- | -------- |
| Kje Szunhi | Légsúly     | erőnyerő          | Tamara Meijer (NED) · GY | Sarah Nichilo-Rosso (FRA) · GY | Yolanda Soler (ESP) · GY |                   |                      |                   |                   | Tamura Rjóko (JPN) · GY |          |

## Műugrás
Férfi
| Versenyző     | Versenyszám        | Selejtező | Selejtező | Elődöntő | Elődöntő | Döntő   | Döntő    |
| Versenyző     | Versenyszám        | Pont      | Helyezés  | Pont     | Helyezés | Pont    | Helyezés |
| ------------- | ------------------ | --------- | --------- | -------- | -------- | ------- | -------- |
| Cshö Hjonggil | Egyéni toronyugrás | 353,40    | 13.       | 516,66   | 15.      | kiesett | kiesett  |

Női
| Versenyző     | Versenyszám        | Selejtező | Selejtező | Elődöntő | Elődöntő | Döntő   | Döntő    |
| Versenyző     | Versenyszám        | Pont      | Helyezés  | Pont     | Helyezés | Pont    | Helyezés |
| ------------- | ------------------ | --------- | --------- | -------- | -------- | ------- | -------- |
| I Okrim       | Egyéni műugrás     | 219,63    | 22.       | kiesett  | kiesett  | kiesett | kiesett  |
| I Okrim       | Egyéni toronyugrás | 230,16    | 23.       | kiesett  | kiesett  | kiesett | kiesett  |
| Cshö Mjonghva | Egyéni toronyugrás | 248,10    | 15.       | 409,35   | 13.      | kiesett | kiesett  |

## Ökölvívás
| Versenyző      | Versenyszám | Selejtező                   | Nyolcaddöntő      | Negyeddöntő       | Elődöntő          | Döntő             | Helyezés |
| Versenyző      | Versenyszám | Ellenfél Eredmény           | Ellenfél Eredmény | Ellenfél Eredmény | Ellenfél Eredmény | Ellenfél Eredmény | Helyezés |
| -------------- | ----------- | --------------------------- | ----------------- | ----------------- | ----------------- | ----------------- | -------- |
| Ho Dzsongdzsil | Harmatsúly  | Zahir Raheem (USA) · 4–19   | kiesett           | kiesett           | kiesett           | kiesett           | 17.      |
| I Cshol        | Könnyűsúly  | Koba Gogoladze (GEO) · 9–17 | kiesett           | kiesett           | kiesett           | kiesett           | 17.      |

## Sportlövészet
Férfi
| Versenyző    | Versenyszám     | Selejtező | Selejtező | Döntő   | Döntő    |
| Versenyző    | Versenyszám     | Pont      | Helyezés  | Pont    | Helyezés |
| ------------ | --------------- | --------- | --------- | ------- | -------- |
| Kim Mancshol | Futócéllövészet | 560       | 18.*      | kiesett | kiesett  |

* - egy másik versenyzővel azonos eredményt ért el

## Súlyemelés
| Versenyző    | Versenyszám | Szakítás | Szakítás | Lökés    | Lökés    | Összesen | Helyezés |
| Versenyző    | Versenyszám | Eredmény | Helyezés | Eredmény | Helyezés | Összesen | Helyezés |
| ------------ | ----------- | -------- | -------- | -------- | -------- | -------- | -------- |
| Kim Mjongnam | 70 kg       | 160,0    | 2.       | 185,0    | 4.*      | 345,0    |          |
| Cson Csholho | 76 kg       | 162,5    | 2.*      | 195,0    | 3.*      | 357,5    |          |

* - másik versenyzővel azonos eredményt ért el

## Torna
Férfi
| Versenyző | Versenyszám      | Selejtező | Selejtező | Döntő    | Döntő    |
| Versenyző | Versenyszám      | Pontszám  | Helyezés  | Pontszám | Helyezés |
| --------- | ---------------- | --------- | --------- | -------- | -------- |
| Pe Gilszu | Talaj            | 16,750    | 93.       | kiesett  | kiesett  |
| Pe Gilszu | Ugrás            | 18,000    | 93.       | kiesett  | kiesett  |
| Pe Gilszu | Korlát           | 14,325    | 94.       | kiesett  | kiesett  |
| Pe Gilszu | Nyújtó           | 16,300    | 94.       | kiesett  | kiesett  |
| Pe Gilszu | Gyűrű            | 8,125     | 102.      | kiesett  | kiesett  |
| Pe Gilszu | Lólengés         | 19,237    | 13.*      | kiesett  | kiesett  |
| Pe Gilszu | Egyéni összetett | 92,737    | 84.       | kiesett  | kiesett  |

* - egy másik versenyzővel azonos eredményt ért el